# GRS80
Geodetic Reference System 1980 (GRS80) är ett referenssystem som togs i bruk av Internationella geodetiska kommissionen år 1979 och används för bland annat EUREF-systemet.

## Geometriska konstanter
Jordens form beskrivs som en rotationsellipsoid med följande värden:
- Halva storaxeln {\displaystyle a=}6 378 137,000 00 m (ekvatorradie)
- Halva lillaxeln {\displaystyle b=} 6 356 752,314 14 m (polradie)
- Förhållande {\displaystyle =b/a=} 0,996 647 189 318 775
- Avplattning {\displaystyle =f=} 0,003 352 810 681 182
- Inverterad avplattning: {\displaystyle =1/f=}298,257 222 101

## Fysiska konstanter
- Den geocentriska gravitationskonstanten med atmosfärens massa {\displaystyle GM=} 3 986 005 × 108 m³/s²
- Dynamisk formfaktor {\displaystyle J_{2}} = 108 263 × 10-8
- Rotationens vinkelhastighet {\displaystyle \omega } = 7 292 115 × 10-11 s-1